# Pribitkovići
Pribitkovići so naselje v občini Banovići, Bosna in Hercegovina. 

## Deli naselja
Bilparići, Delići, Donji Pribitkovići, Dostovići, Gornji Pribitkovići, Podoštrići, Pribitkovići in Zanivovići.

## Prebivalstvo
| Pregled števila prebivalcev po letih | Pregled števila prebivalcev po letih | Pregled števila prebivalcev po letih | Pregled števila prebivalcev po letih | Pregled števila prebivalcev po letih | Pregled števila prebivalcev po letih |
| ------------------------------------ | ------------------------------------ | ------------------------------------ | ------------------------------------ | ------------------------------------ | ------------------------------------ |
| 1948                                 | 1953                                 | 1961                                 | 1971                                 | 1981                                 | 1991                                 |
| -                                    | -                                    | -                                    | 107                                  | 698                                  | 798                                  |

| Narodna sestava prebivalstva po letih                                                                                      | Narodna sestava prebivalstva po letih                                                                                        | Narodna sestava prebivalstva po letih                                                                                       |
| --- | --- | --- |
| 1971 | 1981 | 1991 |
| . skupaj: 107 Muslimani 104 (97,19 %) Hrvati 0 (0,00 %) Srbi 0 (0,00 %) Jugoslovani 2 (1,86 %) drugi in neznano 1 (0,93 %) | . skupaj: 698 Muslimani 653 (93,55 %) Srbi 10 (1,43 %) Hrvati 0 (0,00 %) Jugoslovani 34 (4,87 %) drugi in neznano 1 (0,14 %) | . skupaj: 798 Muslimani 773 (96,86 %) Srbi 18 (2,25 %) Hrvati 0 (0,00 %) Jugoslovani 6 (0,75 %) drugi in neznano 1 (0,12 %) |